# Palermo Chico

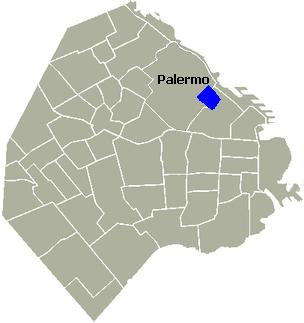
Ubicación relativa de Palermo Chico.

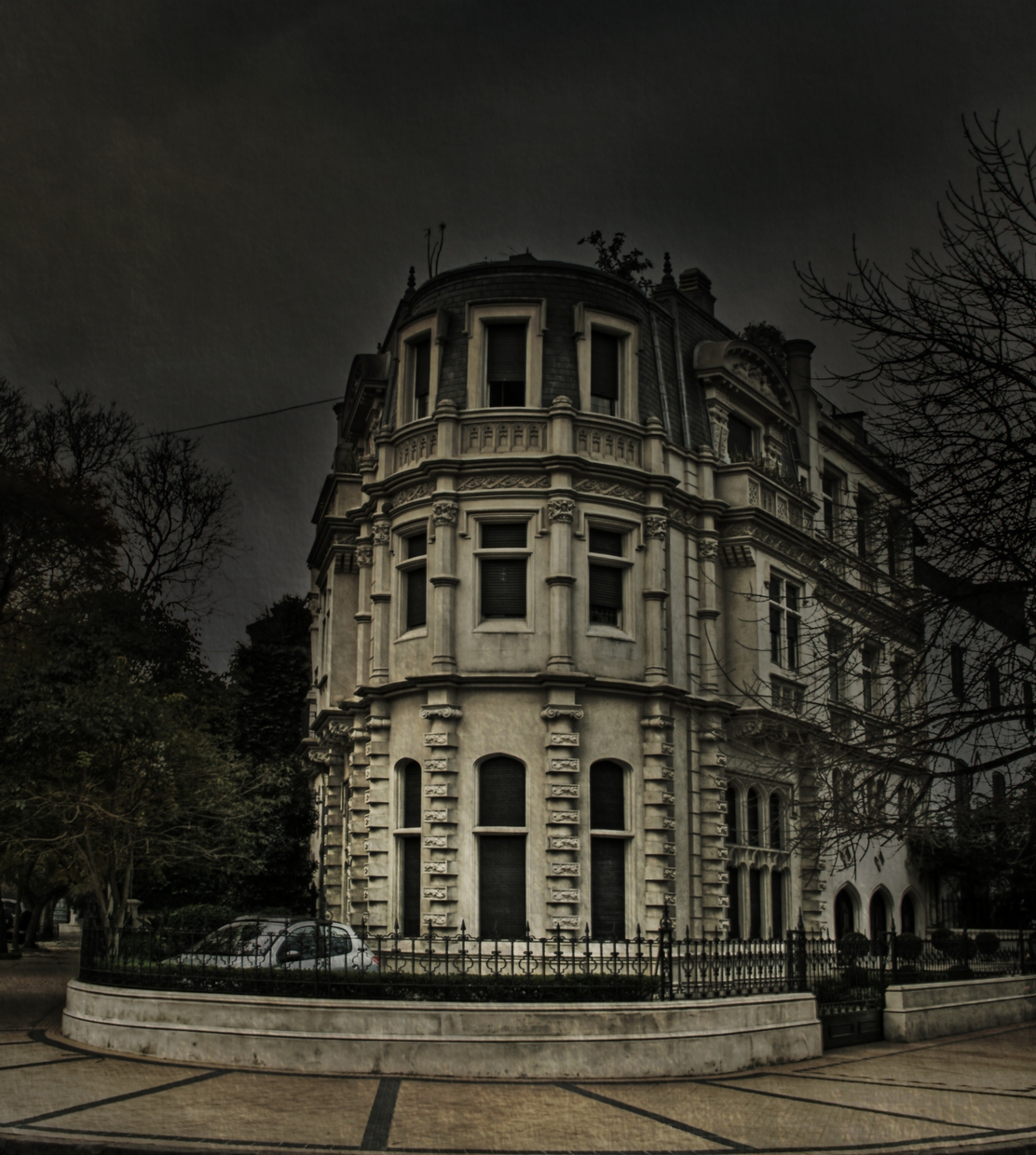
Edificio en Barrio Parque.

Barrio Parque o Palermo Chico es una subzona residencial del barrio Palermo de la ciudad de Buenos Aires, Argentina. Colindante por el sur con el barrio de Recoleta, la subzona palermitana está delimitada aproximadamente por la Avenida del Libertador, entre las calles Tagle y Cavia, y las vías del ferrocarril.
Es una de las zonas más cotizadas de la ciudad.

## Historia
El terreno fue adquirido por Juan Manuel de Rosas en enero de 1848 y entregado como regalo a su edecán, Nicolás Mariño. A la muerte de éste en 1850, su mujer, María Rodríguez, poseyó la vivienda hasta después de la batalla de Caseros, cuando la permutó por otra con Máximo Elía. Durante la década de 1860, los Elía permitieron que se construyeran vías de ferrocarril a lo largo del terreno. En 1885, la propiedad pasó a manos del aristócrata Saturnino Unzué, quien usó el terreno para la cría de caballos para turf y el espacio para realizar exposiciones.
Fue diseñado en 1912 por el arquitecto paisajista Carlos Thays (director de Parques y Paseos Públicos) quién vislumbró un Buenos Aires distinto, con un barrio de curvas y diagonales, y mucha vegetación autóctona. En sus comienzos se lo conoció como Barrio Grand Bourg.
Aprovechando los terrenos utilizados en los festejos del Centenario en 1910 para la Exposición Industrial, Thays proyectó dos sectores diferenciados por el diseño de sus calles a un lado y al otro de la Avenida Centenario (hoy Figueroa Alcorta): el sector al sur se organizaba alrededor de una plaza pública con un marcado eje de simetría, y el sector al norte tenía un plano radial con eje en una manzana redonda y un pasaje llamado Ombú. Se construyeron tanto grandes residencias sobre amplios lotes, como el Palacio Errázuriz, hoy Museo de Arte Decorativo, o la actual Embajada de España; como petit hôtels  y casas de estilo Tudor sobre terrenos más angostos.

A partir de la década de 1940, el barrio comenzó a cambiar su perfil, y comenzaron a construirse los edificios de departamentos, tanto en terrenos que aún estaban sin ocupar, como sobre los que tenían casas que fueron demolidas. En la actualidad, abundan los edificios modernos, particularmente sobre las Avenidas del Libertador y Figueroa Alcorta, donde también está el MALBA (Museo de Arte Latinoamericano de Buenos Aires).

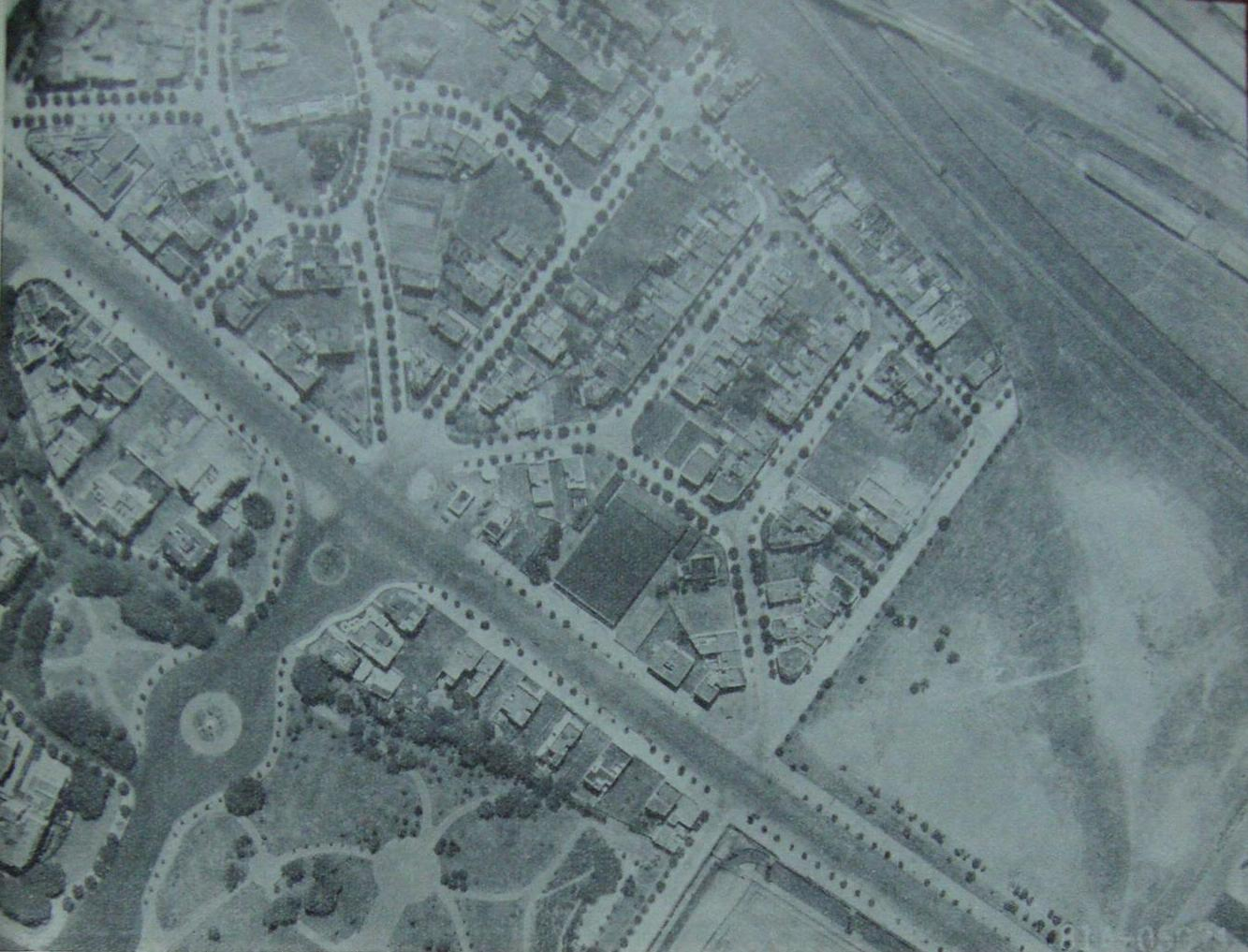
Vista aérea tomada en 1939. El barrio aún no estaba totalmente edificado.

## Características
Barrio Parque es una de las zonas más cotizadas de toda la ciudad. En él viven reconocidas personalidades millonarias del ámbito del espectáculo nacional como:  Graciela Alfano, Mirtha Legrand,  Susana Giménez, del político como: Diego Santilli, Horacio Rodríguez Larreta de los medios como: Mariano Grondona, Mauricio D'Alessandro y Mariana Gallego, del deportivo como: Carlos Bianchi y empresarios millonarios como: Eduardo Costantini.
Este barrio de elite, tranquilo para quienes así lo deseen, se encuentra a minutos de las zonas de las principales actividades bancarias y corporativas de Buenos Aires (microcentro y Puerto Madero), como así también de esparcimiento nocturno (Recoleta, Palermo Soho, Palermo Hollywood y Las Cañitas).
Se destaca sus calles empedradas, angostas y circulares, llenas de árboles. Es un barrio silencioso donde viven familias de clase alta, millonarios y famosos argentinos.
Se pueden apreciar grandes casonas antiguas, casas grandes y hasta incluso algunas mansiones. Por dentro en estas casas, se destaca el lujo y la cantidad de mucamas y empleados que hay trabajando en ellas.
Curiosamente está a pocos metros de Villa 31 (separada por las vías de tren que van hacia la estación Retiro), una de las zonas más deprimidas de la Argentina, reflejando la desigualdad social que hay en el país y en la propia capital porteña.

## Zona de las embajadas
Se destaca por el trazado curvo e irregular de sus calles, abundantes espacios verdes, mansiones y embajadas (España, Albania, Suiza, Italia, Suecia, Bélgica, Polonia, Marruecos, Eslovaquia, Portugal, Grecia, Canadá, Turquía, Arabia Saudita, Uruguay, Chile, Corea del Sur, Haití e Indonesia), la zona donde se encuentran estas embajadas es conocida popularmente como "La zona de las embajadas".

## Plaza Alemania
En Avenida del Libertador y Cavia se ubica la Plaza Alemania, lugar en donde se encuentra la "Fuente Riqueza Agropecuaria Argentina" que la colectividad alemana obsequió al pueblo argentino en medio de los festejos del primer centenario de la Revolución de Mayo. El monumento, que tiene una extensión longitudinal de más de 25 metros, fue elaborado en mármol blanco de Carrara, lava de Roma (piedra blanca) y bronce. Sus enormes figuras representan la agricultura, la ganadería, y la impronta cultural de Alemania en Argentina. Las paredes posteriores al monumento fueron tapizadas por relieves de los escudos de los 16 estados alemanes esculpidos en bronce.